# Kasteel van Cazouls-d'Hérault
Het Kasteel van Cazouls-d'Hérault (Frans: Château de Cazouls-d'Hérault) is een kasteel in de Franse gemeente Cazouls-d'Hérault. Het kasteel is een beschermd historisch monument sinds 1979.